# Tony Iommi

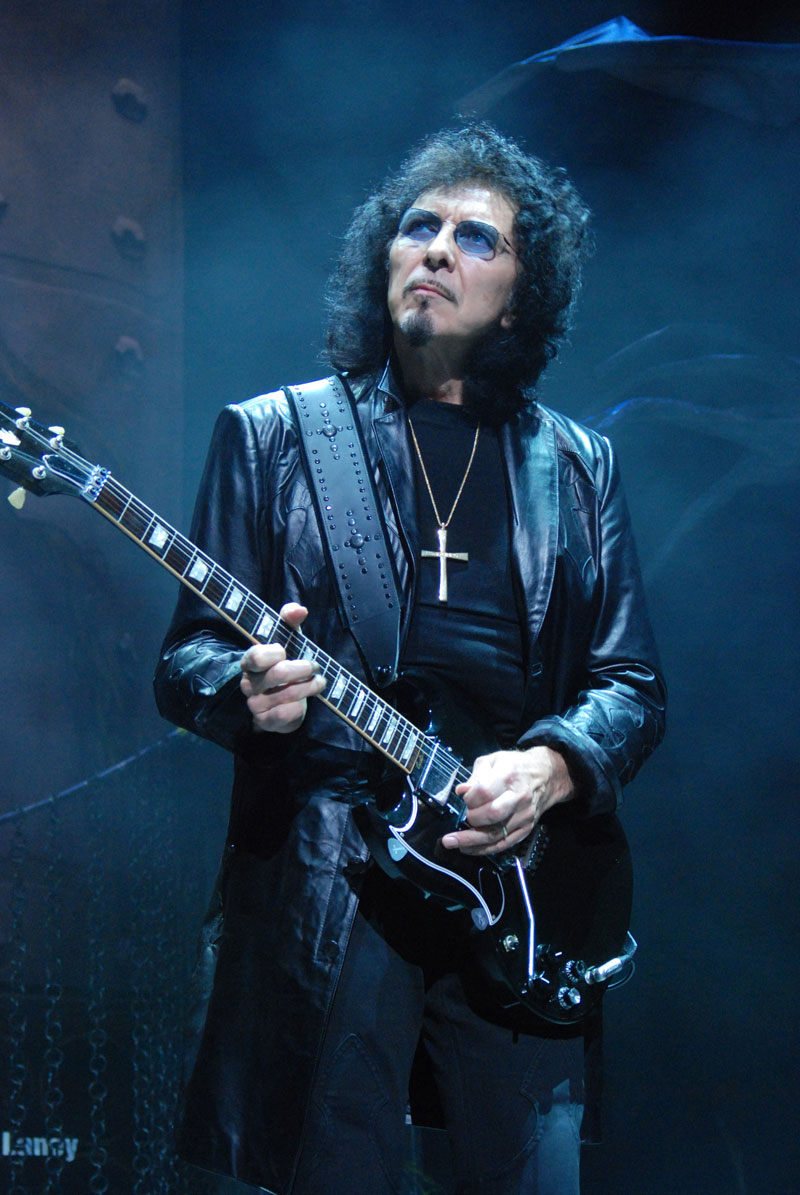
Tony Iommi (2009)

Anthony Frank „Tony“ Iommi (* 19. Februar 1948 in Birmingham, England) ist ein britischer Gitarrist und Gründungsmitglied der Heavy Metal-Band Black Sabbath. Iommi ist als einziger Musiker der Band niemals ausgestiegen, so dass er als die treibende Kraft von Black Sabbath angesehen wird.

## Biografie

### Die Anfänge
Iommi wurde im Heathfield Road Entbindungsheim in Birmingham geboren, als einziges Kind italienischer Einwanderer. Seine Mutter ist Sylvia Maria (geb. Valenti) aus Palermo, Sizilien, sein Vater Anthony Frank Iommi Sr. Die Mutter führte ein Geschäft, der Vater war Tischler. Iommi besuchte die Birchfield Road School, wo auch sein späterer Bandkollege Ozzy Osbourne Schüler war. Iommi fing als Teenager mit dem Gitarrespielen an, inspiriert vor allem durch die bahnbrechende Instrumentalgruppe The Shadows mit ihrem Gitarristen Hank Marvin. Ursprünglich wollte Iommi Schlagzeug spielen, entschied sich jedoch wegen des übermäßigen Lärms stattdessen für die Gitarre. Bald spielte er in etlichen Bluesrockbands. In der Gründungsphase von Black Sabbath, als diese sich noch Earth nannte, hatte er 1968 ein kurzes Engagement bei Jethro Tull, das er allerdings nach einem Auftritt nicht weiterführte. Mit Jethro Tull spielte Iommi auch beim Auftritt im Rolling-Stones-Film Rock and Roll Circus.

### Arbeitsunfall
Bei einem schweren Arbeitsunfall in einer Stahl- und Walzblechfabrik geriet die rechte Hand des damals 17-jährigen Iommi in eine Blechpresse, worauf er diese reflexartig zurückzog und die Fingerkuppen von Mittel- und Ringfinger abgetrennt wurden. Da Iommi linkshändig Gitarre spielt, bedeutet ein derartiger Unfall der Greifhand normalerweise das Karriereende; dennoch machte Iommi weiter. Die Motivation dafür bezog er aus dem Hinweis eines Freundes auf Django Reinhardt, der sich trotz der Verkrüppelung von Ring- und kleinem Finger seiner linken Hand durch eine schwere Verbrennung zu einem der besten Jazzgitarristen aller Zeiten entwickelte. Iommi trägt daher künstliche Fingerkuppen und verwendet nur sehr dünne Saiten, um überhaupt spielen zu können. Früher musste er sich seine Saitensätze aus dünnen Banjosaiten zusammensetzen. Zudem stimmte die Band Gitarre und Bass eine kleine Terz tiefer, um den Saitendruck zu verringern, woraus gleichzeitig der charakteristische Bandsound mit grummeliger Tiefe von Black Sabbath entstand.

## Privatleben
Iommi war bisher viermal verheiratet. Anfang der 1970er Jahre heiratete er Susan Snowden; die Ehe hatte acht Jahre lang Bestand.
1980 heiratete er ein Model namens Melinda. 1983 bekam sie sein einziges leibliches Kind, die Tochter Toni-Marie Iommi. Die Ehe hielt nur kurz. Laut seiner Biografie verließ er Melinda, nachdem sie zu seinen Lasten mehr als hunderttausend Dollar an Kreditkartenschulden verursacht hatte. Sie ließen sich Mitte der 1980er Jahre scheiden. Iommi focht vor Gericht die Rechtmäßigkeit der Ehe an, da diese ohne Trauzeugen geschlossen worden war. Als Trauzeuge hatte – auf dem Papier – lediglich ein Teddybär agiert. Das Gericht erkannte aber die Rechtmäßigkeit an.
1986 lernte er eine Engländerin namens Verlery kennen, die er sechs Jahre später heiratete. Sie brachte ihren Sohn mit in die Ehe, den Iommi als seinen Sohn bezeichnet. Die Ehe ging Ende der 1990er Jahre zu Ende.
Seit 2005 ist er in vierter Ehe mit der Sängerin Maria Sjöholm von der ehemaligen schwedischen All-Female-Metalband Drain STH verheiratet.
In der Mitte der 1980er Jahre hatte er eine Beziehung mit Lita Ford, mit der er später verlobt war. Laut ihrer 2016 erschienenen Biografie musste sie ihn verlassen, nachdem er sie fast totgeschlagen hatte. Die häufigen Gewaltausbrüche von Iommi schob Ford auf dessen sehr hohen Drogenkonsum. Sie bezeichnet Tony Iommi trotz allem immer noch als ihren Helden.

### Krankheit
Am 9. Januar 2012 gab der Pressesprecher von Black Sabbath bekannt, dass bei Iommi ein malignes Lymphom im frühen Stadium („early stages of lymphoma“) diagnostiziert wurde, das erfolgreich behandelt wurde. Die Tourdaten von Black Sabbath für 2013 wurden so arrangiert, dass es Iommi möglich war, alle sechs Wochen nach Großbritannien zurückzukehren, um sich einer Antikörper-Therapie zu unterziehen. Im Januar 2014 kündigte Iommi in einer Neujahrsbotschaft an, dass er seine reguläre Behandlung in diesem Jahr beenden werde. Ein paar Monate später gab Black Sabbath bekannt, dass sie aufgrund von Iommis Gesundheitsproblemen ihre letzte Tournee unternehmen würden. Im August 2016 gab Tony Iommi bekannt, dass sein Krebs auf dem Rückzug sei.

## Musikalischer Einfluss

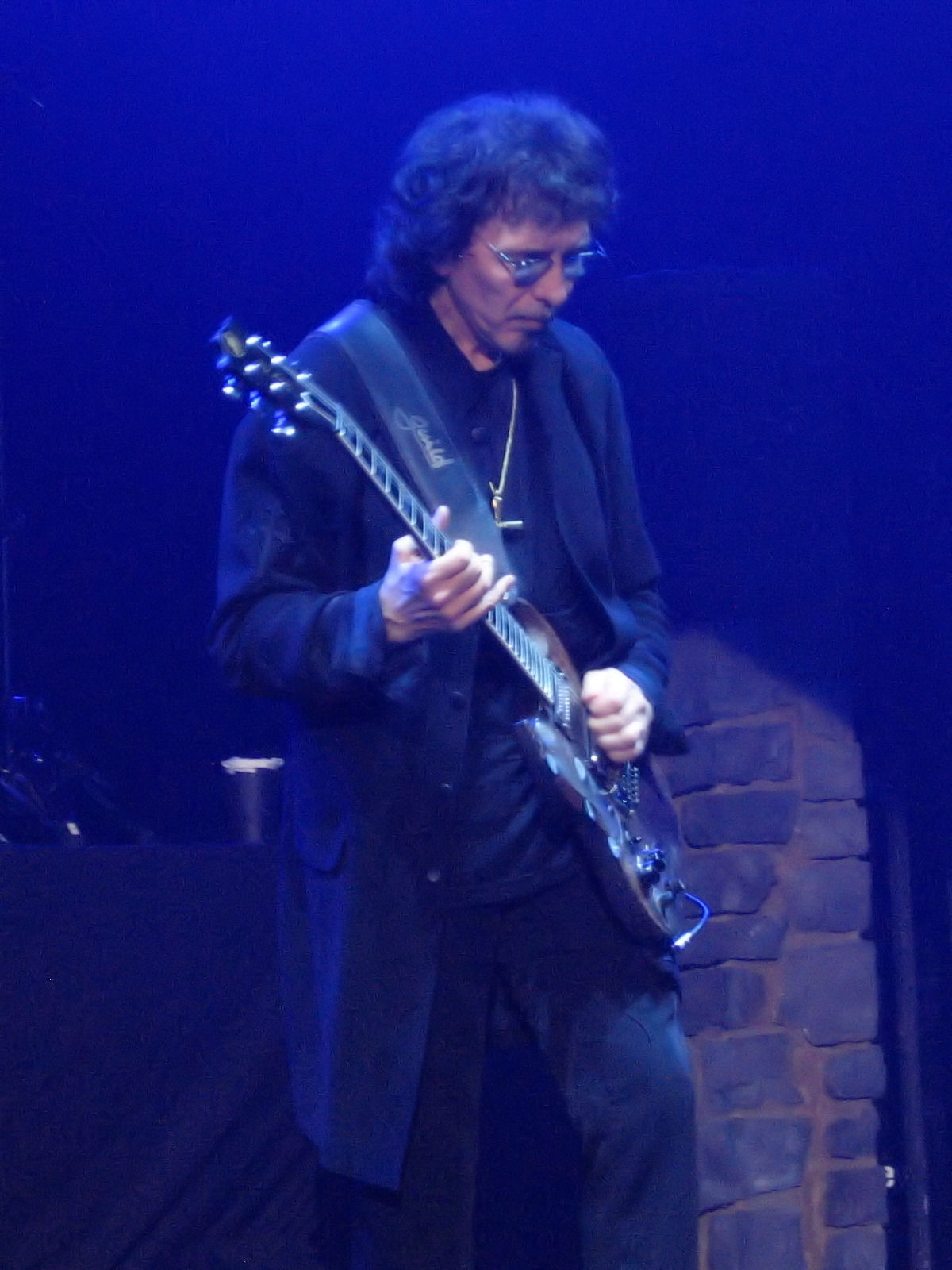
Tony Iommi (2007)

Iommis kurze, düstere und prägnante Riffs in Molltonarten verbindet er mit für die damalige Zeit ungewöhnlichen Soli im Stile des Blues oder auch des Hard Rock. Für Black Sabbath komponierte er meistens die Musik. Die Texte verfasste in der Mehrzahl der Bassist Geezer Butler.
Der durch die tiefe Saitenstimmung entstehende Sound führte zusammen mit dem exzessiven Einsatz von Verzerrern zum charakteristischen vollen Klang der Musik von Black Sabbath und hatte darüber hinaus Einfluss auf nachfolgende Bands des Genres; das Herunterstimmen der Gitarre wurde speziell in den 1990er Jahren zu einem wichtigen Markenzeichen moderner Metalbands.
Am 19. November 2013 verlieh die Coventry University Iommi einen Ehrendoktor der Künste für die Erfindung des Heavy Metal.
Der Rolling Stone listete Iommi 2011 auf Rang 25 der 100 größten Gitarristen aller Zeiten. In einer Liste aus dem Jahr 2003 hatte er noch Rang 86 belegt. Auf der Liste der '250 größten Gitarristen aller Zeiten' des Rolling Stone im Jahr 2023 wurde Iommi auf Platz 13 eingestuft.

## Soloalben
Neben seiner Tätigkeit bei Black Sabbath, die seit 1985 teilweise schon als Solokarriere gelten kann, veröffentlichte Iommi 2000 sein selbstbetiteltes Debüt, auf dem er mit etlichen Gastmusikern (u. a. Ozzy Osbourne, Serj Tankian, Henry Rollins, Billy Corgan, Phil Anselmo, aber auch Billy Idol und Ian Astbury) größtenteils im Black-Sabbath-Stil der 1970er Jahre musizierte. Die folgenden beiden Soloalben 1996 DEP Sessions und Fused spielte er zusammen mit dem Sänger und Bassisten Glenn Hughes ein.
Sein Markenzeichen war die schwarze „John Birch“-SG-Gitarre, die speziell für ihn mit Kreuzen als Inlays angefertigt wurde. Momentan spielt er Gibson –„Tony Iommi“-Signature-Modelle (SG mit Kreuzinlays) und verstärkt diese über einen Laney GH100TI Gitarrenverstärker, ebenfalls ein Signature-Produkt.

## Trivia

### Eurovision Song Contest 2013
Iommi komponierte für die Band Dorians den armenischen Beitrag Lonely Planet zum Eurovision Song Contest 2013 in Malmö. Sie konnte sich für das Finale qualifizieren und erreichte den 18. Platz.

### Drepanoistodus Iommii
Im Oktober 2021 benannten skandinavische Paläontologen ein in Russland entdecktes Conodontenfossil, dessen Alter auf 469 Millionen Jahre bestimmt wurde, nach dem Black-Sabbath-Gitarristen. Die Spezies wurde offiziell als Drepanoistodus iommii eingetragen. Expeditionsmitglied Mats E. Eriksson war für die Namensgebung verantwortlich. Er hatte schon andere Größen der Metal-Musik bei seinen Fossilfunden geehrt.

### Eröffnung der Commonwealth Games
Im Jahr 2022 stand Tony Iommi auf dem Artist-Line-Up für die Eröffnung der Commonwealth Games in seiner Geburtsstadt Birmingham. Er performte dort zusammen mit dem Saxofonisten Soweto Kinch eine Interpretation des Titeltracks aus dem Film The Trial of the Chicago 7.

### Xerjoff Tony Iommi Monkey Special
Im Jahr 2021 veröffentlichte der italienische Luxusparfümhersteller Xerjoff in Verbindung mit Tony Iommi ein Parfüm namens Tony Iommi Monkey Special.
Nachdem das Parfüm großen Anklang gefunden hatte, wurde 2024 eine neue Version namens Deified Tony Iommi auf den Markt gebracht, welche es zusätzlich in einer limitierten Edition (Deified Tony Iommi Signed Edition) gibt, bei der der Flakon mit Edelsteinen bestückt und von Iommi sowie Sergio Momo eigenhändig signiert ist.

## Solo-Diskografie
- 2000: Iommi
- 2004: The 1996 Dep Sessions (mit Sänger/Bassist Glenn Hughes)

Tracks: Gone; From Another World; Don’t You Tell Me; Don’t Drag The River; Fine; Time Is The Healer; I’m Not The Same Man; It Falls Through Me
Die Aufnahme stammt aus dem Jahr 1996, wurde jedoch nicht offiziell veröffentlicht. 1996/97 tauchten die Aufnahmen jedoch bereits als Bootleg unter dem Namen Eighth Star auf. 2004 entschied man sich daher, die Aufnahmen auch offiziell zu veröffentlichen, lediglich das Schlagzeug wurde neu eingespielt, da der damalige Schlagzeuger Dave Holland 2004 wegen sexuellen Missbrauchs von Minderjährigen verurteilt worden war.
- 2005: Fused (ebenfalls mit Glenn Hughes)

Tracks: Dopamine; Wasted Again; Saviour Of The Real; Resolution Song; Grace; Deep Inside a Shell; What You're Living For; Face Your Fear; The Spell; I Go Insane
- 2012: Who Cares (mit Ian Gillan)